# Suhoj Su-17
Suhoj Su-17 (NATO oznaka: Fitter) je sovjetski enomotorni reaktivni lovski bombnik, ki so ga razvili v Sovjetski zvezi v 1960ih. Zgradili so 2867 letal, ki so se široko uporabljala v Vzhodnem bloku. Zasnovan je na podlagi Suhoj Su-7. Su-17 ima za razliko gibljiva krila in boljše sposobnosti na nizkih višinah.

## Specifikacije (Su-17M4)
Podatki iz Sukhoi, Wilson
Splošne karakteristike
- Posadka: 1
- Dolžina: 19,02 m (62 ft 5 in)
- Razpon kril: 

  - Spread: 13,68 m (44 ft 11 in)
  - Swept: 10,02 m (32 ft 10 in)
- Višina: 5,12 m (16 ft 10 in)
- Površina kril: 

  - Spread: 38,5 m² (415 ft²)
  - Swept: 34,5 m² (370 ft²)
- Teža praznega letala: 12160 kg (26810 lb)
- Naložena teža: 16400 kg (36155 lb)
- Pogon letala: 1 × Ljulka AL-21F-3 turboraktivni motor z dodatnim zgorevanjem
  - Potisk motorjev (suh): 76,4 kN (17185 lbf)
  - Potisk motorjev z dodatnim zgorevanjem: 109,8 kN (24675 lbf)
- Kapaciteta goriva: 3770 kg (8310 lb)

 Zmogljivost 
- Maks. hitrost: 

  - Na nivoju morja: 1400 km/h (755 vozlov, 870 mph)
  - Na višini: 1860 km/h (1005 vozlov, 1156 mph, Mach 1,7)
- Doseg: 

  - Bojni: 1150 km (620 nmi, 715 mi) v načinu nizko-nizko-nizko s 2000 kg (4409 lb) tovora
  - Največji dolet: 2300 km (1240 nmi, 1430 mi)
- Višina leta: 14200 m (46590 ft)
- Hitrost vzpenjanja: 230 m/s (45275 ft/min)
- Obremenitev kril: 443 kg/m² (90,77 lb/ft²)
- Razmerje potisk/teža: 0,68
- G-obremenitev: 7
- Življenjska doba: 2000 letečih ur, 20 leta

Oborožitev

- 2 × 30 mm Nudelman-Rihter NR-30 top, vsak s 80 naboji
- Rakete zrak-zrak R-60 (AA-8 'Aphid') ali K-13 (AA-2 'Atoll')
- Do 4000 kg (8820 lb) tovora na desetih nosilcih